# Dąbrowy (Rozogi)
Dąbrowy ist ein großes Dorf in der polnischen Woiwodschaft Ermland-Masuren. Es gehört zur Gmina Rozogi (Landgemeinde Friedrichshof) im Powiat Szczycieński (Kreis Ortelsburg).

## Geographische Lage
Dąbrowy liegt in der südlichen Mitte der Woiwodschaft Ermland-Masuren, 28 Kilometer südöstlich der Kreisstadt Szczytno (deutsch Ortelsburg). Zwei Kilometer südlich verläuft die Grenze zur Woiwodschaft Masowien, und bis 1945 lag das Dorf 500 Meter südlich der Staatsgrenze zwischen Polen und der Provinz Ostpreußen des Deutschen Reichs.

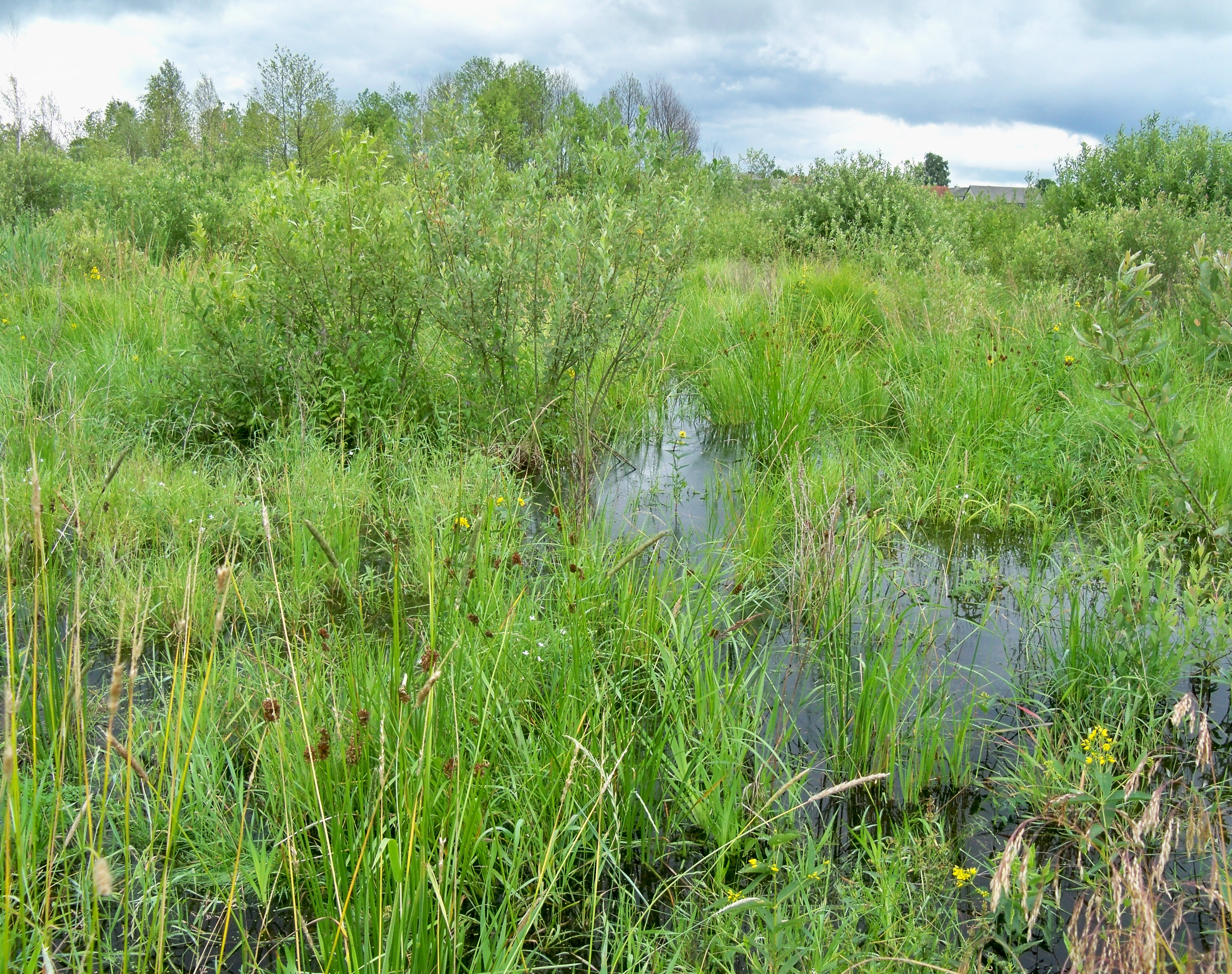
Naturbelassenes Wasserspeicherbecken bei Dąbrowy

## Geschichte

### Das Dorf Dąbrowy
Über die Anfänge des polnischen Dorfs liegen keine Unterlagen vor. Von 1954 bis 1972 war es Sitz der Gromada Dąbrowy, die bis 1961 zum Powiat Ostrołęcki in der Woiwodschaft Warschau gehörte, dann in die Gromada Rozogi (deutsch Friedrichshof) eingegliedert wurde und zum Powiat Szczycieński (Kreis Ortelsburg) in der Woiwodschaft Olsztyn (Allenstein) wechselte. Bis 1998 war Dąbrowy als Ortschaft in der 1973 gebildeten „Gmina Rozogi“ dann der Woiwodschaft Ostrołęka zugeordnet und ist seither Teil der Woiwodschaft Ermland-Masuren.

### Sołectwa Dąbrowy I und II
Das flächengroße und einwohnerstarke Dąbrowy ist heute Sitz zweier Schulzenämter (polnisch Sołectwa), wobei die Zugehörigkeit nach Hausnummern geregelt ist: Nr. 1 bis 310 gehören zum Sołectwo Dąbrowy I, und die Nr. 311 bis 371 zum Sołectwo Dąbrowy II. Im Jahre 2011 belief sich die Einwohnerzahl des gesamten Dorfes auf 1276.

## Kirche
Dąbrowy ist Sitz der römisch-katholischen Pfarrei St. Josef der Bräutigam im Dekanat Myszyniec im Bistum Łomża, das dem Erzbistum Białystok zugeordnet ist.

## Verkehr

### Straße
Das Dorf liegt an der verkehrsreichen polnischen Landesstraße 53, die von Olsztyn (Allenstein) nach Ostrołęka führt und die beiden Woiwodschaften Ermland-Masuren und Masowien verbindet. Kleine Straßen bzw. Landwege verbinden Dąbrowy mit den Nachbarorten.

### Schiene
Bis 1962 war Dąbrowy Bahnstation an der dann aufgegebenen Bahnstrecke Puppen–Myszyniec der Ortelsburger Kleinbahn, fortgesetzt von der Polnischen Staatsbahn, die die Strecke bis 1973 aber noch von Myszyniec bis nach Grabowo weiterführte. Heute besteht keine Bahnanbindung mehr.